# Marek Kincl
Marek Kincl (ur. 3 kwietnia 1973 w Pradze) – były czeski piłkarz grający na pozycji napastnika, reprezentant Czech w piłce nożnej. Występował w najwyższych klasach rozgrywkowych Austrii i Rosji.

## Kariera klubowa
Wychowanek klubu TJ Slavoj Praha w 1993 trafił do SK Hradec Králové, gdzie zadebiutował w czeskiej ekstraklasie, a w 1995 zdobył puchar Czech. Przed transferem do Sparty Praga bronił barw kilku innych klubów w ojczyźnie, m.in. Viktorii Žižkov, Slovana Liberec i FC Zlín. Jako zawodnik tej pierwszej zdobył 15 goli w sezonie 1999/2000, co zaowocowało przejściem do stołecznej Sparty za sumę około 11 milionów Kč. W czasie trzyletniego pobytu na stadionie Letná Kincl zdobył 23 bramki w 80 spotkaniach, wywalczył mistrzostwo Czech w 2001 i 2003, a także wpisał się na listę strzelców w wygranym 1–0 meczu z S.S. Lazio w ramach rozgrywek Ligi Mistrzów, zapewniając czeskiemu klubowi awans do dalszej rundy. W trakcie zimowego okienka transferowego Kincl został zawodnikiem Zenitu Petersburg, lecz po kilku miesiącach nieregularnych występów w Rosji przeniósł się do Rapidu Wiedeń, gdzie spędził kolejne trzy sezony, zdobywając mistrzostwo Austrii 2005. Latem 2007 czeski napastnik podpisał kontrakt z drugoligowym wówczas SK Schwadorf, a rok później wrócił do Czech jako zawodnik Bohemians Praga. Karierę zakończył w 2010 po epizodzie w czwartoligowej Viktorie Jirny.

## Kariera reprezentacyjna
Marek Kincl zadebiutował w seniorskiej kadrze Czech 8 lutego 2000 w meczu przeciwko Meksykowi w ramach turnieju towarzyskiego w Hongkongu; Czesi wygrali 2–1, a Kincl zmienił w 61. minucie strzelca jednej z bramek – Pavla Verbirza. Po raz drugi i ostatni Kincl wystąpił w reprezentacji 16 sierpnia 2000 w towarzyskim meczu z reprezentacją Słowenii w Ostrawie (0–1), zmieniając Jana Kollera.